# Эрдейи, Артур
Артур Эрдейи (англ. Arthur Erdélyi, венг. Erdélyi Artúr; 2 октября 1908, Будапешт, Австро-Венгрия — 12 декабря 1977, Эдинбург, Шотландия, Великобритания) — британский математик венгерского происхождения, специалист по теории специальных функций, в частности, по ортогональным многочленам и гипергеометрическим функциям.

## Биография
Артур Эрдейи родился в Будапеште 2 октября 1908 года в семье Игнаца Диаманта (Diamant Ignác) и Фриды Рот (Roth Frieda). Его отец умер, когда он был ещё ребёнком, а через некоторое время его мать опять вышла замуж, так что в результате Артур получил фамилию отчима — Эрдейи. 
С 1914 года по 1926 год он учился в школе в Будапеште. Из-за еврейского происхождения ему трудно было поступить в университет в Венгрии, так что он продолжил обучение в Брно (Чехословакия), выбрав специальность инженера-электрика. В первый год своего обучения он выиграл несколько призов в математических соревнованиях, и после этого сменил свою специальность на математика, опубликовав свою первую статью в 1930 году.
К концу 1937 года у него уже было опубликовано 29 работ. Он был зачислен в Пражский университет и в 1938 году получил докторскую степень без написания диссертации, по совокупности своих работ. В 1939 году он был вынужден эмигрировать в Великобританию, получив, при поддержке Эдмунда Уиттекера, исследовательский грант для работы в Эдинбургском университете. По другим данным, он получил докторскую степень уже будучи в Эдинбурге.
В 1946 году, после смерти Гарри Бейтмена Эдмунд Уиттекер рекомендовал Эрдейи для работы над так называемым проектом Бейтмена — публикации рукописей Гарри Бейтмена, связанных со специальными функциями. В 1947 году Эрдейи прибыл в Калифорнийский технологический институт (Калтех) в качестве приглашённого профессора. После этого он возвратился в Эдинбург в 1948—1949 учебном году, а с 1949 года продолжил работу в Калтехе в качестве профессора.
В 1964 году Эрдейи опять возвратился в Эдинбург, и был профессором Эдинбургского университета до самой своей смерти. Он скончался в Эдинбурге 12 декабря 1977 года.

## Научные результаты
Основные работы Эрдейи связаны с развитием теории специальных функций. Он написал ряд работ, связанных с исследованием свойств функций Ламе, ортогональных многочленов и гипергеометрических функций. У него также были работы по анализу асимптотических разложений, дробным производным и дифференциальным уравнениям в частных производных. В честь Эрдейи и немецкого математика Германа Кобера (Hermann Kober) назван оператор Эрдейи—Кобера, связанный с дробными производными. Список 178 работ Эрдейи по математике приведён в публикации Д. Колтона.
Эрдейи написал две книги — «Asymptotic expansions» («Асимптотические разложения», 1955) and «Operational calculus and generalised functions» («Операционное исчисление и обобщённые функции», 1962). Кроме этого, в качестве руководителя проекта Бейтмена он был соавтором пяти справочных томов — трёх томов «Высших трансцендентных функций» и двух томов «Таблиц интегральных преобразований».
В 1945 году Артур Эрдейи был избран членом Эдинбургского королевского общества, в 1953 году — членом Туринской академии наук, а в 1975 году — членом Лондонского королевского общества.